# Vernègues
Vernègues település Franciaországban, Bouches-du-Rhône megyében. Lakosainak száma 2158 fő (2022. január 1.). Vernègues Alleins, Aurons, Charleval, Lambesc és Mallemort községekkel határos.

## Népesség
A település népessége az elmúlt években az alábbi módon változott:
| Lakosok száma | 259  | 377  | 687  | 1323 | 1586 | 1701 | 1845 | 2028 | 2062 | 2158 |
|               | 1968 | 1982 | 1990 | 2006 | 2013 | 2015 | 2017 | 2019 | 2020 | 2022 |